# Centrumcross
Le Centrumcross (aussi appelé Internationale Centrumcross van Surhuisterveen) est une course de cyclo-cross disputée à Surhuisterveen, dans la province de la Frise, aux Pays-Bas. Il s'agit d'une ancienne manche du Superprestige, dont elle fait partie en 1999 et 2000. Elle se déroule traditionnellement le 2 janvier de chaque année.

## Hommes élites
| Année | Vainqueur           | Deuxième            | Troisième           |
| ----- | ------------------- | ------------------- | ------------------- |
| 1995  | Adrie van der Poel  | Frank van Bakel     | Richard Groenendaal |
| 1996  | Adrie van der Poel  | Richard Groenendaal | Erik Boezewinkel    |
| 1997  | Paul Herygers       | Richard Groenendaal | Adrie van der Poel  |
| 1998  | Adrie van der Poel  | Paul Herygers       | Peter Willemsens    |
| 1999  | Mario De Clercq     | Sven Nys            | Bart Wellens        |
| 2000  | Sven Nys            | Bart Wellens        | Adrie van der Poel  |
| 2001  | Erwin Vervecken     | Gerben de Knegt     | Daniele Pontoni     |
| 2002  | Gerben de Knegt     | Richard Groenendaal | Peter Van Santvliet |
| 2003  | Mario De Clercq     | Arne Daelmans       | Peter Van Santvliet |
| 2004  | Bart Wellens        | Mario De Clercq     | Richard Groenendaal |
| 2005  | Richard Groenendaal | Wilant van Gils     | Peter Van Santvliet |
| 2006  | Richard Groenendaal | Erwin Vervecken     | Wilant van Gils     |
| 2007  | Richard Groenendaal | Gerben de Knegt     | Erwin Vervecken     |
| 2008  | Sven Nys            | Richard Groenendaal | Thijs Al            |
| 2009  | Lars Boom           | Thijs Al            | Gerben de Knegt     |
| 2010  | Gerben de Knegt     | Rob Peeters         | Thijs van Amerongen |
| 2011  | Gerben de Knegt     | Tijmen Eising       | Lars Boom           |
| 2012  | Pas de course       | Pas de course       | Pas de course       |
| 2013  | Rob Peeters         | Thijs van Amerongen | Philipp Walsleben   |
| 2014  | Lars van der Haar   | Thijs van Amerongen | Mike Teunissen      |
| 2015  | Lars van der Haar   | Corné van Kessel    | Stan Godrie         |
| 2016  | Corné van Kessel    | Philipp Walsleben   | Twan van den Brand  |
| 2017  | Corné van Kessel    | Lars Boom           | Lars van der Haar   |

## Femmes élites
| Année | Vainqueur              | Deuxième               | Troisième               |
| ----- | ---------------------- | ---------------------- | ----------------------- |
| 1997  | Inge Velthuis          | Elly van Boxmeer       | Marieke Haverdings      |
| 1998  | Pas de course féminine | Pas de course féminine | Pas de course féminine  |
| 1999  | Inge Velthuis          | Ilona Meter            | Elly van Boxmeer        |
| 2000  | Corine Dorland         | Elly van Boxmeer       | Siddhi Stans            |
| 2001  | Inge Velthuis          | Elly van Boxmeer       | Ilona Meter             |
| 2002  | Debby Mansveld         | Marianne Vos           | Inge Velthuis           |
| 2003  | Marianne Vos           | Nicolle De Bie-Leijten | Reza Hormes-Ravenstijn  |
| 2004  | Marianne Vos           | Reza Hormes-Ravenstijn | Bernadine Boog-Rauwerda |
| 2005  | Reza Hormes-Ravenstijn | Paola Bortolini        | Marieke Haverdings      |
| 2006  | Arenda Grimberg        | Abke Francissen        | Christine Vardaros      |
| 2007  | Nicole Kampeter        | Mika Ogishima          | Linda ter Beek          |
| 2008  | Saskia Elemans         | Sanne van Paassen      | Pavla Havlikova         |
| 2009  | Saskia Elemans         | Sanne van Paassen      | Loes Gunnewijk          |
| 2010  | Marianne Vos           | Hanka Kupfernagel      | Sanne van Paassen       |
| 2011  | Marianne Vos           | Helen Wyman            | Reza Hormes-Ravenstijn  |
| 2012  | Pas de course          | Pas de course          | Pas de course           |
| 2013  | Marianne Vos           | Helen Wyman            | Anna van der Breggen    |
| 2014  | Marianne Vos           | Yara Kastelijn         | Lucinda Brand           |
| 2015  | Marianne Vos           | Lucinda Brand          | Anna van der Breggen    |
| 2016  | Anna van der Breggen   | Helen Wyman            | Joyce Vanderbeken       |
| 2017  | Marianne Vos           | Yara Kastelijn         | Alicia Franck           |